# Werner Kalinka

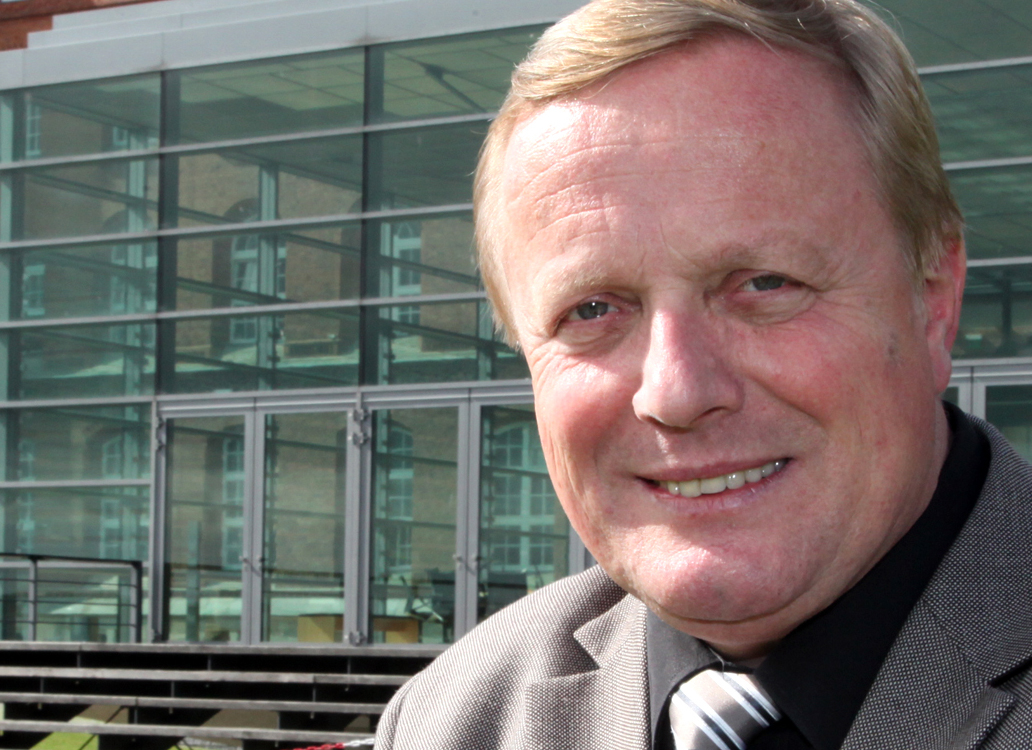
Werner Kalinka

Werner Erich Kalinka (* 17. Februar 1952 in Fiefbergen) ist ein deutscher Journalist und Politiker (CDU). Er war von 1977 bis 1983 und von 2000 bis 2012 Mitglied des Schleswig-Holsteinischen Landtags. Seit 2017 gehört er dem Landtag erneut an.

## Leben und Beruf
Kalinka, Sohn eines Handwerkers, besuchte zunächst die Realschule und wechselte dann aufs Gymnasium Wellingdorf in Kiel. Nach dem Abitur 1972 leistete Kalinka bis 1974 seinen Wehrdienst beim Bundesgrenzschutz ab. Er nahm ein Jura-Studium auf, ging jedoch in den Journalismus und war als Journalist für die Tageszeitung Die Welt sowie für den Verlag Gruner + Jahr und den Heinrich Bauer Verlag tätig.
Werner Kalinka lebt in Dobersdorf, wo er für die CDU als Gemeindevertreter tätig ist. Er ist evangelisch, verheiratet und hat einen Sohn. Die Politikerin Anke Eymer ist seine Schwester.
Kalinka ist überzeugt, dass es sich bei dem Tod des damaligen schleswig-holsteinischen Ministerpräsidenten Uwe Barschel um Mord handelte und schrieb zwei Bücher und zahlreiche Artikel zu diesem Thema. Im September 2010 regte er eine DNA-Analyse zu den Barschel-Asservaten an.

## Partei
Kalinka engagierte sich zunächst in der Jungen Union (JU) und war von 1973 bis 1980 deren Landesvorsitzender in Schleswig-Holstein.
Von 1978 bis 1988 sowie erneut von 1999 bis 2005 war Kalinka Vorsitzender des CDU-Kreisverbandes Plön. 2014 wurde Kalinka zum dritten Mal zum Plöner CDU-Kreisvorsitzenden gewählt und 2016, 2018, 2020 und 2022 im Amt bestätigt. Im Januar 2023 forderten mehr als 150 Mitglieder in einem offenen Brief seinen Rücktritt als Kreisvorsitzender. Im Juni 2024 wurde Kalinka als Kreisvorsitzender abgewählt.
Von 2002 bis 2023 war er außerdem Landesvorsitzender der CDA Schleswig-Holstein.

## Abgeordneter im Kreistag
Kalinka war von 1974 bis 1987 sowie von 1998 bis 2008 Mitglied des Kreistages des Kreises Plön. Seit 2013 gehört er wieder dem Kreistag an.
Von 2003 bis 2008 war er Kreispräsident des Kreises Plön. Bei der Landratswahl 2005 trat er als CDU-Kandidat gegen den Amtsinhaber Volkram Gebel, ebenfalls CDU-Mitglied, an, wurde mit 15,8 % der Stimmen jedoch nicht gewählt.
Kalinka war von 2013 bis 2018 stellvertretender Landrat und von 2015 bis 2018 Vorsitzender der CDU-Fraktion im Kreistag. Zwischen 2013 und 2018 war er stellvertretender Aufsichtsratsvorsitzender der Verkehrsbetriebe Kreis Plön. Seit 2013 gehört er dem Aufsichtsrat der Klinik Preetz an. Nach der Kreiswahl 2018 kandidierte er als Kreispräsident, wurde aber trotz des bei der CDU liegenden Vorschlagsrechts in vier Wahlgängen nicht gewählt. Seit Juni 2018 ist Kalinka Vorsitzender des Hauptausschusses.

## Landtagsmandat

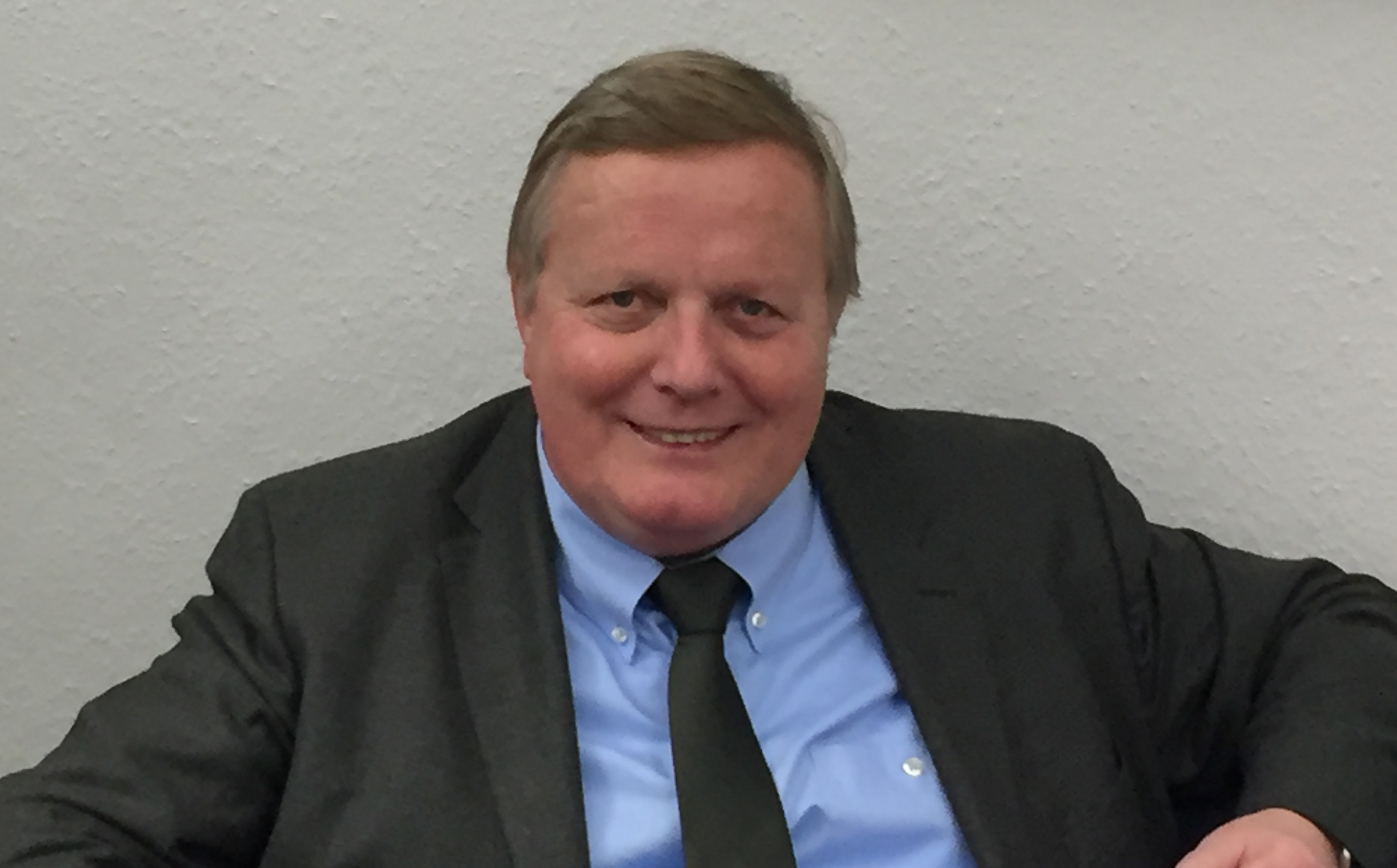
Werner Kalinka im Dezember 2018 im Landeshaus

Am 20. Mai 1977 rückte er für den ausgeschiedenen Abgeordneten Herbert Gerisch in den Landtag von Schleswig-Holstein nach, dem er noch bis 1983 angehörte. Bei seinem Einzug in den Landtag war Werner Kalinka mit 25 Jahren jüngster Abgeordneter in der Landtagsgeschichte, was er bis 2009 blieb. Von 2000 bis 2005 war er wiederum Mitglied des Landtages und in dieser Zeit sozial- und gesundheitspolitischer Sprecher der CDU-Landtagsfraktion sowie von 2000 bis 2002 stellvertretender Vorsitzender des Sozialausschusses.
Am 28. April 2005 rückte er erneut, diesmal für den ausgeschiedenen Abgeordneten Klaus Schlie, in den Landtag nach. Von 2005 bis 2009 war er hier Vorsitzender des Innen- und Rechtsausschusses.
Für die vorgezogene Landtagswahl am 27. September 2009 setzte ihn die Landes-CDU auf den aussichtslosen 26. Platz der Landesliste. Werner Kalinka setzte sich mit 35,7 Prozent der Erststimmen gegen die SPD-Kandidatin Anette Langner durch, die 33,3 Prozent der Erststimmen verbuchte. Damit wurde der Wahlkreis Plön-Nord erstmals seit 26 Jahren von einem CDU-Kandidaten direkt gewonnen. Kalinka war danach ab Oktober 2009 Vorsitzender des Fraktionsarbeitskreises Innen und Recht der CDU-Landtagsfraktion, zudem Mitglied im Richterwahlausschuss und in der G-10-Kommission.
Bei der Landtagswahl am 6. Mai 2012 erreichte Werner Kalinka 35,6 Prozent der Erststimmen, unterlag damit allerdings gegen die SPD-Kandidatin Anette Langner, die 39,9 Prozent der Erststimmen erhielt.
Bei der Landtagswahl am 7. Mai 2017 wurde er mit 39,9 Prozent im Wahlkreis Plön-Nord direkt gewählt. In der 19. Wahlperiode wurde Kalinka Vorsitzender des Sozialausschusses, Sprecher für Datenschutz sowie familien- und seniorenpolitischer Sprecher der CDU-Fraktion. Ab Juni 2018 war Kalinka Mitglied des Datenschutzgremiums des Landtages, bis Juni 2020 als dessen Vorsitzender.
Bei der Landtagswahl am 8. Mai 2022 wurde er mit 40,7 Prozent im Wahlkreis Plön-Nord erneut direkt in den Landtag gewählt. Bei den anschließenden Koalitionsverhandlungen der CDU mit Bündnis 90/Die Grünen gehörte er der Hauptverhandlungsrunde an, die aus je 12 Mitgliedern beider Parteien bestand, und leitete gemeinsam mit Aminata Touré die Arbeitsgruppe 5, in der die Aussagen zu Sozialem, Gesundheit, KiTa, Pflege, Kliniken, UKSH, Familie, Jugend, Senioren, Ehrenamt, Gleichstellung, Queer und Antirassismus erarbeitet wurden. Seit Ende Juni 2022 ist Kalinka sozialpolitischer Sprecher der CDU-Landtagsfraktion und gehört dem Fraktionsvorstand an.

## Veröffentlichungen
- Gemeinsam mit Manfred Schell: Stasi und kein Ende – Die Personen und Fakten. 1991
- Der Fall B. – Der Tod, der kein Mord sein darf, 1992
- Opfer Barschel, 1993
- Schicksal DDR – Zwanzig Porträts von Opfern und Tätern, Ullstein, Berlin 1997, ISBN 3-548-36654-6.